# Краус, Грегор
Гре́гор Кра́ус (нем. Gregor Konrad Michael Kraus, 9 мая 1841, Бад-Орб — 14 ноября 1915) — немецкий ботаник, профессор (с 1872), директор ботанического сада в Галле.
Был известен работами по физиологии растений, из которых главной считалась работа по хлорофиллу: «Zur Kenntniss der Chlorophyllfarbstoffe und ihrer Verwandten» (Штуттгардт 1872, с 3 табл.); кроме того, Краус написал следующие работы: 
- Ueber die Ursachen der Formänderungen etiolirender Pflanzen. (Frommann, 1869)
- Ueber die Wasservertheilung in der Pflanze. I-[IV], (M. Niemeyer, 1879—1881)
- Der botanische Garten der Universität Halle. (W. Engelmann, 1888—1890)
- Geschichte der Pflanzeneinführungen in die europäischen botanischen Gärten. 1894

и другие.